# Danton (film, 1921)
Pour plus de détails, voir Fiche technique et Distribution.
Danton est un film allemand réalisé par Dimitri Buchowetzki, sorti en 1921.
Le film se déroule au plus fort du règne de la Terreur. Robespierre orchestre le procès et l'exécution de plusieurs de ses compagnons révolutionnaires français, dont Danton.

## Synopsis
Après la chute et la mort de Louis XVI, la Convention nationale gouverne la France. Les leaders politiques de la Révolution française, Danton, Robespierre et Saint-Just, se sont emparés du pouvoir et couvrent le pays d'une vague d'exécutions sanglantes, dont la guillotine devient le symbole. Mais les révolutionnaires ne tardent pas à se diviser sur la marche à suivre. Entre les anciens amis Robespierre et Danton, qui veut mettre fin à l'effusion de sang, naît une amère hostilité. 
Chacun d'entre eux planifie désormais la mort de l'autre et le 31 mars 1794, Danton est arrêté avec ses amis et traduit devant le tribunal révolutionnaire. Robespierre, qui connaît la grande popularité de Danton auprès du peuple, souhaite que son adversaire soit condamné à mort. Par une manœuvre intelligente, il convainc la population, qui n'est entre-temps plus guère qu'une populace réclamant bruyamment toujours plus d'exécutions, et achète ses voix en faisant distribuer du pain aux nécessiteux. Danton tente de prendre le contre-pied et règle ses comptes avec la révolution et ses ennemis dans un discours enflammé devant la Convention. Finalement, il sera lui aussi guillotiné, comme beaucoup d'autres.

## Fiche technique
- Titre : Danton
- Réalisation : Dimitri Buchowetzki
- Scénario : Dimitri Buchowetzki, Carl Mayer  et Johnstone Craig d'après la pièce La Mort de Danton de Georg Büchner
- Photographie : Arpad Viragh (en)
- Pays d'origine : République de Weimar
- Format : Noir et blanc - 1,33:1 - Film muet
- Genre : Biopic, historique et drame
- Date de sortie : 1921

## Distribution
- Emil Jannings : Danton
- Werner Krauss : Robespierre
- Ossip Runitsch : Camille Desmoulins
- Ferdinand von Alten : Marie-Jean Hérault de Séchelles
- Eduard von Winterstein : François-Joseph Westermann
- Charlotte Ander : Lucile Desmoulins
- Maly Delschaft : Julia
- Hilde Woerner : Babette
- Hugo Döblin : François Hanriot
- Friedrich Kühne : Antoine Fouquier-Tinville
- Robert Scholz : Louis Antoine de Saint-Just